# Idaea taurica
Idaea taurica är en fjärilsart som beskrevs av Bang-haas 1907. Idaea taurica ingår i släktet Idaea och familjen mätare. Inga underarter finns listade i Catalogue of Life.